# Фебруари, Джесс Никки
Джесс Никки Фебруари (англ. Jesse Nikki February; род. 28 января 1997) — южноафриканская шахматистка, международный мастер среди женщин (2016).

## Биография
Три года подряд выигрывала юношеские чемпионаты Южно-Африканской Республики по шахматам в возрастных группах U18 и U20.
В 2016 году победила на зональном турнире Африканской зоны 4.3. В 2017 году в Оране завоевала бронзовую медаль на индивидуальном чемпионате Африки по шахматам среди женщин. В 2017 году победила на чемпионате Южно-Африканской Республики по шахматам среди женщин. В 2018 году была второй на зональном турнире Африканской зоны 4.3 и получила право выступить на чемпионате мира по шахматам среди женщин. На чемпионате мира по шахматам среди женщин в 2018 году в Ханты-Мансийске в первом туре проиграла Екатерине Лагно. В ноябре 2021 года в Риге она заняла 50-е место на турнире «Большая женская швейцарка ФИДЕ».
Представляла Южно-Африканскую Республику на двух шахматных олимпиадах (2016—2018).